# (38166) 1999 JV84
1999 JV84 (asteroide 38166) é um asteroide da cintura principal. Possui uma excentricidade de 0.24162800 e uma inclinação de 5.25501º.
Este asteroide foi descoberto no dia 13 de maio de 1999 por LINEAR em Socorro.